# College Days (film 1915)
College Days è un cortometraggio muto del 1915 diretto da Scott Sidney.

## Produzione
Il film fu prodotto dalla Kay-Bee Pictures.

## Distribuzione
Distribuito dalla Mutual Film, il film - un cortometraggio in due bobine - uscì nelle sale cinematografiche degli Stati Uniti il 5 febbraio 1915.
Non si conoscono copie ancora esistenti della pellicola che viene considerata presumibilmente perduta.